# مدل داخلی (کنترل موتور)

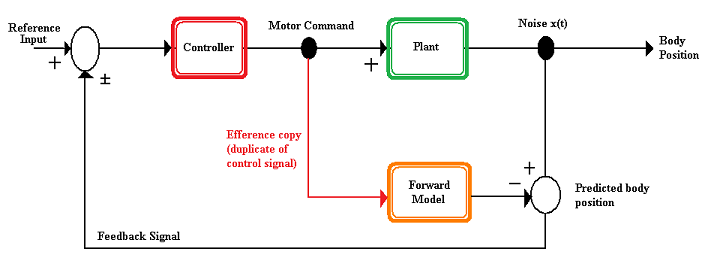
مدل داخلی ساده

کنترل مدل داخلی در حقیقت یکی از انواع معماری‌های بکار گرفته شده توسط شبکه عصبی می‌باشد که در آن از شبکه عصبی به عنوان تخمین زن سیستم برای کنترل حرکت یا سیستم‌های مشابه دیگر استفاده می‌گردد. سپس مقدار مورد پیش‌بینی با خروجی مدل مقایسه می‌شود تا خطای موجود را شناسایی کند و نهایتاً این اختلاف از طریق بازخوردی که کنترل‌گر منتهی می‌شود به اصلاح فرایند کنترل منجر می‌شود.
همانطور که در شکل مشاهده می‌کنید موقعیت مطلوب ورودی تحت عنوان ورودی مرجع به کنترل‌کننده اعمال شده و سپس فرمان کنترلی صادر شده توسط کنترل‌کننده به صورت دو نسخه همسان به سیستم و مدل پیشرونده اعمال می‌گردد و اختلاف بین خروجی آن‌ها که می‌تواند عواملی چون نویز محیطی را تشخیص دهد به کنترل‌کننده بازخورد می‌کند.
لازم بذکر است که مدل پیشرونده در شکل فوق نوعی تخمین زن با استفاده از شبکه عصبی می‌باشد تا بتواند شرایطی همانند پلنت مورد نظر ایجاد بکند تا از سیگنال‌های ورودی - که مطابق با سیگنال خروجی کنترل‌کننده می‌باشد – بتواند خروجی مطلوب را جهت مقایسه با خروجی واقعی تولید کند.